# 言語改革
言語改革（げんごかいかく、Language reform）とは言語計画の一種で、ある言語に大規模な変更を人為的に加えるもの。言語改革のために多用される手段としては、言語の簡素化、および言語の純化がある。簡素化とは語彙や文法を規則化・標準化して整理することにより、言語を覚えやすく使いやすくすることをいう。純化とは外来語を整理して固有語を使わせたり過去数世紀に起こった言葉の乱れを整理したりすることにより、その国民にとってより「純粋」と感じられるような形に言語を変えることをいう。
言語改革は、ある特定の時代に、言語に対して人為的に変更が加えられることをいう。数世紀にわたりゆっくりと言語が自然に変化してゆく場合はここでは取り扱わない。

## 簡素化
言語の簡素化は、言語改革運動の多くで試みられている、最も一般的な言語改革の形である。たとえば不規則な綴り字の簡素化（綴り字改革、spelling reform）のほか、複雑な語形変化・文法・語彙・文字などのうち古いものやあまり使われないものを廃止したり、似たようなものが複数ある場合は統一したりする場合もある。
新たな綴り字を制定する綴字改定の例としては、18世紀のスペイン語、ノア・ウェブスターの活躍が有名な19世紀のアメリカ英語、20世紀のポルトガル語（ポルトガルでは1911年と1945年と2008/13年、ブラジルでは1946年と1971年と2009年）、20世紀のドイツ語（1901/02年および1996/98年）、ロシア語（1708年と1919年）がある。
また漢字の画数を減らし簡素化したり、あるいは使える字数を制限しようという漢字政策も、20世紀の中国（簡体字）や日本（新字体、当用漢字）などで実行された。それまで使っていた文字にかえてローマ字を導入するといった例も、近代のベトナムやトルコなど各国で見られる。

## 言語純化
言語純化運動は、ある国語を保護するために、言葉に起こるすべての変化（語法の乱れ、発音の変化、外来語の導入）に反対したり、あるいは過去に起こった変化を差し戻して理想的な過去の姿に戻そうとしたりすることをいう。
こうした純化運動はナショナリズムの高まりとともに起こることが多く、周囲の言語から受けた語彙や文法などへの影響を排除して固有語に置き換えたり、あるいは固有語による文学が栄えた黄金時代の姿を理想としてそれ以後の変化を不純なものとして排除したりする（言語復興運動）。
しかし言語純化や言語復興の結果、かえって言語が複雑になることもある。また理想となる過去の言語に対する研究が誤っており、過去に存在しなかった奇妙な形が正しい形として通用するようになることもある。英語で「島」を意味する「アイランド」は、元来はゲルマン語起源で「iland」と綴ったが（オランダ語の「eiland」とも語源が共通している）、ルネサンス期にラテン語の「インスラ」（「insula」）がアイランドの語源であるという誤った解釈から「island」という綴りが生まれ、そのまま定着してしまった。

## 言語改革への反対
多くの改革同様、言語改革にも賛成する立場と反対する立場がある。
簡素化に賛成する立場は、国語や公用語を学びやすくすることで非母語話者の外国人や、女性・子どもや非富裕層などが学習に要する時間や文化資本を節約でき識字率も高まること、言語が簡単になることで生活やビジネス、情報処理などの上でも簡便になることをあげる。
一方で、簡素化や純化などによりこれまでの国語を習ってきた人々の再学習が必要になること、過去に書かれた書物を読むことができなくなり歴史や文化が継承されなくなることなどをあげて反対する立場もある。

## 言語改革の例
- 日本語
明治時代に国語が制度化された。ローマ字論や漢字廃止論といった急進的な改革案も登場した。1946年に当用漢字および現代かなづかいが制定された。詳細は国語国字問題を参照。
- 中国語
1910年代から1920年代に、それまでの文言文に代えて白話を導入しようという白話運動が起こった。多数ある中国語の方言から北京語音の官話方言（マンダリン）が標準とされた（国語）。中華人民共和国成立後、国語は普通話に改められたほか、簡体字の導入が始まっており、マレーシアやシンガポールも追随している。
- ドイツ語
1901年から1902年にかけて新たな正書法が制定されて全国各地で異なる綴り字の統一が行われ、後に他のドイツ語圏の国にも導入された。1996年にもドイツ語圏全体で正書法改革が行われている（1996年のドイツ語正書法改革）。
- ヘブライ語
20世紀に入りエリエゼル・ベン・イェフダーらの尽力で、死語となっていた古典ヘブライ語を基に、文法・発音の簡素化やヘブライ語の語幹を使った新語作成を行った現代ヘブライ語が誕生した。
- ギリシャ語
19世紀からギリシャ語の純化を目指して、古典ギリシャ語やコイネーをもとに、外来語を置き換えるための新語作成などが行われ、現代の「文語」であるカサレヴサが人工的に作られた。これに対してアテネ地方の方言を基にした口語であるデモティキを公用語とすべしという主張も19世紀から行われたが、軍事政権のもとではデモティキは行政公用語から排除された。1974年の民主化以降、1980年代にかけてデモティキの公用語化が進められている。
- チェコ語
19世紀前半、ヨセフ・ユングマン（Josef Jungmann）やヨゼフ・ドブロフスキー（Josef Dobrovský）らにより、スラブ系民衆の言葉であったチェコ語の研究が進められ、特にユングマンのチェコ語辞典は語彙の一新と現代チェコ語の確立に大きな役割を果たした。1840年代には「w」が「v」に置き換えられた。
- エストニア語
エストニアが独立する1910年代から1920年代、Johannes Aavik と Johannes V. Veski によるエストニア語の改革が進められた。彼らはフィンランド語やその他のウラル語族の言語から語幹を借用し、時には一から新しい語幹を創造し、エストニア語を近代化するための語彙を多数作成した。
- ハンガリー語
18世紀末から19世紀にかけ、カジンツィ・フェレンツ（Kazinczy Ferenc）らによりハンガリー語の再生が行われ、近代社会の必要にこたえるために1万以上の語彙が作成された。その多くは現在も使用されている。ハンガリー語は1844年にハンガリーの公用語となった。
- アイルランド語
1940年代に綴りの簡素化が行われた。たとえば、Gaedheal は Gael に、 Ó Séigheadh は Ó Sé へと改められている。
- ノルウェー語
ノルウェーがデンマークから1814年に独立すると、ノルウェー語はデンマーク語からの自立をはじめた。1907年と1917年、デンマーク語の文語に基づくリクスモール（Riksmål）がノルウェーの書き言葉となり、1929年にはリクスモールからブークモールへと改められた。さらに、ノルウェー各地の方言を合成した文語であるランスモールもこの年にニーノシュクへと改められている。1938年の改革でブークモールはニーノシュクに近い形へと改められた。現在、ブークモールとニーノシュクの二つが公用語の書き言葉となっている。
- ポルトガル語
20世紀に入り、古い煩雑な綴りが簡素化されている（たとえば asthma は asma に、 phthysica は tísica になっている）。
- ルーマニア語
19世紀、それまでキリル文字で書かれたものがラテン文字で書かれるようになり、同時にスラブ語系の単語からロマンス諸語系の単語への置き換えも進んだ。
- ソマリ語
ソマリアではモハメド・シアド・バーレが大統領であった1972年、言語学者 Shire Jama Ahmed により作成されたラテン文字表記法が採用された。同時に標準ソマリ語も公用語として定められ、ソマリ語の語幹から多くの新語が作成された。
- トルコ語
オスマン帝国に代わりトルコ共和国が成立した1920年代からトルコ語の言語改革が始まった。1928年、新たなトルコ語が導入され、それまで使われていた言語はオスマン語と呼ばれ廃止された。オスマン語のアラビア文字表記に代わりラテン文字によるトルコ語アルファベットが導入され、オスマン語に多数含まれていたペルシャ語・アラビア語などの借用語はトルコ語の語幹から作成された新語に置き換えられた（トルコの言語純化運動）。
- ベトナム語
フランス植民地時代、漢字とこれに基づくチュノム表記に代わり、ラテン文字による表記（クオック・グー）が採用された。また中越戦争後に漢語由来の語を固有語による造語へと多数置き換えた。
- ロシア語
ロシア革命でボリシェヴィキによるソヴィエト政権が成立すると、1918年に正書法改革が行われ、発音が重複する文字が使用されなくなった。